# Melanotaenia corona
Melanotaenia corona é uma espécie de peixe da família Melanotaeniidae. É endêmico de Papua Ocidental, na Indonésia. Apenas dois espécimes desse peixe-arco-íris foram coletados, ambos machos do rio Sermowai, em Irian Jaya, Indonésia, coletados em 1911 por K. Gjellerup.